# Konak Belediyesi Gençlik ve Spor Kulübü
Il Konak Belediyesi Gençlik ve Spor Kulübü è una società polisportiva turca, con sede a Smirne.
La polisportiva è attiva nei seguenti sport:
- atletica
- calcio, con una squadra femminile
- danza popolare
- ginnastica
- pallacanestro, a livello giovanile, ma in passato anche con una squadra femminile che ha cessato l'attività nel 2014
- pallavolo, a livello giovanile, ma in passato con una squadra femminile e una squadra maschile, che ha cessato l'attività nel 2014
- taekwondo

La polisportiva era attiva anche pallamano, con una squadra femminile che ha cessato l'attività nel 2014.